# Салив
Сали́в (фр. Salives) — коммуна во Франции, находится в регионе Бургундия. Департамент коммуны — Кот-д’Ор. Входит в состав кантона Грансе-ле-Шато-Нёвель. Округ коммуны — Дижон.
Код INSEE коммуны — 21579.

## Население
Население коммуны на 2010 год составляло 285 человек.
| 1962 | 1968 | 1975 | 1982 | 1990 | 1999 | 2010 |
| ---- | ---- | ---- | ---- | ---- | ---- | ---- |
| 329  | 346  | 286  | 229  | 180  | 232  | 285  |

## Экономика
В 2010 году среди 177 человек трудоспособного возраста (15—64 лет) 125 были экономически активными, 52 — неактивными (показатель активности — 70,6 %, в 1999 году было 70,9 %). Из 125 активных жителей работали 111 человек (62 мужчины и 49 женщин), безработных было 14 (4 мужчины и 10 женщин). Среди 52 неактивных 17 человек были учениками или студентами, 15 — пенсионерами, 20 были неактивными по другим причинам.